# Arthur Fadden
Pour les articles homonymes, voir Fadden.
Arthur William Fadden (13 avril 1894–21 avril 1973) est un homme politique australien qui est le treizième Premier ministre d'Australie.

## Biographie
Il est né à Ingham, au Queensland et est le fils d'un pasteur presbytérien. Il fait ses études dans l'enseignement public et étudie ensuite la comptabilité en même temps qu'il travaille comme secrétaire. Une fois son diplôme obtenu, il devient secrétaire de mairie adjoint de la ville de Mackay puis secrétaire de mairie. En 1919 Fadden devient secrétaire fondateur de la Ligue de Rugby du Queensland du Nord. Dans les années 1920, il crée avec succès une société de comptabilité avec des bureaux à Brisbane et à Townsville. Il est membre du Country Party depuis sa création. 
En 1932 Fadden est élu député du Queensland. Il est battu en 1935 mais, l'année suivante, il gagne au cours d'une élection partielle le siège de député fédéral de Darling Downs. Il est un débatteur direct, efficace et fait rapidement forte impression. Quand Archie Cameron démissionne de la direction du Country Party en 1940, il y a match nul dans l'élection entre Earle Page et John McEwen pour le remplacer et Fadden est choisi comme candidat de compromis. Il est nommé ministre du Commerce et du Développement puis ministre de l'Air  et enfin ministre des Finances.

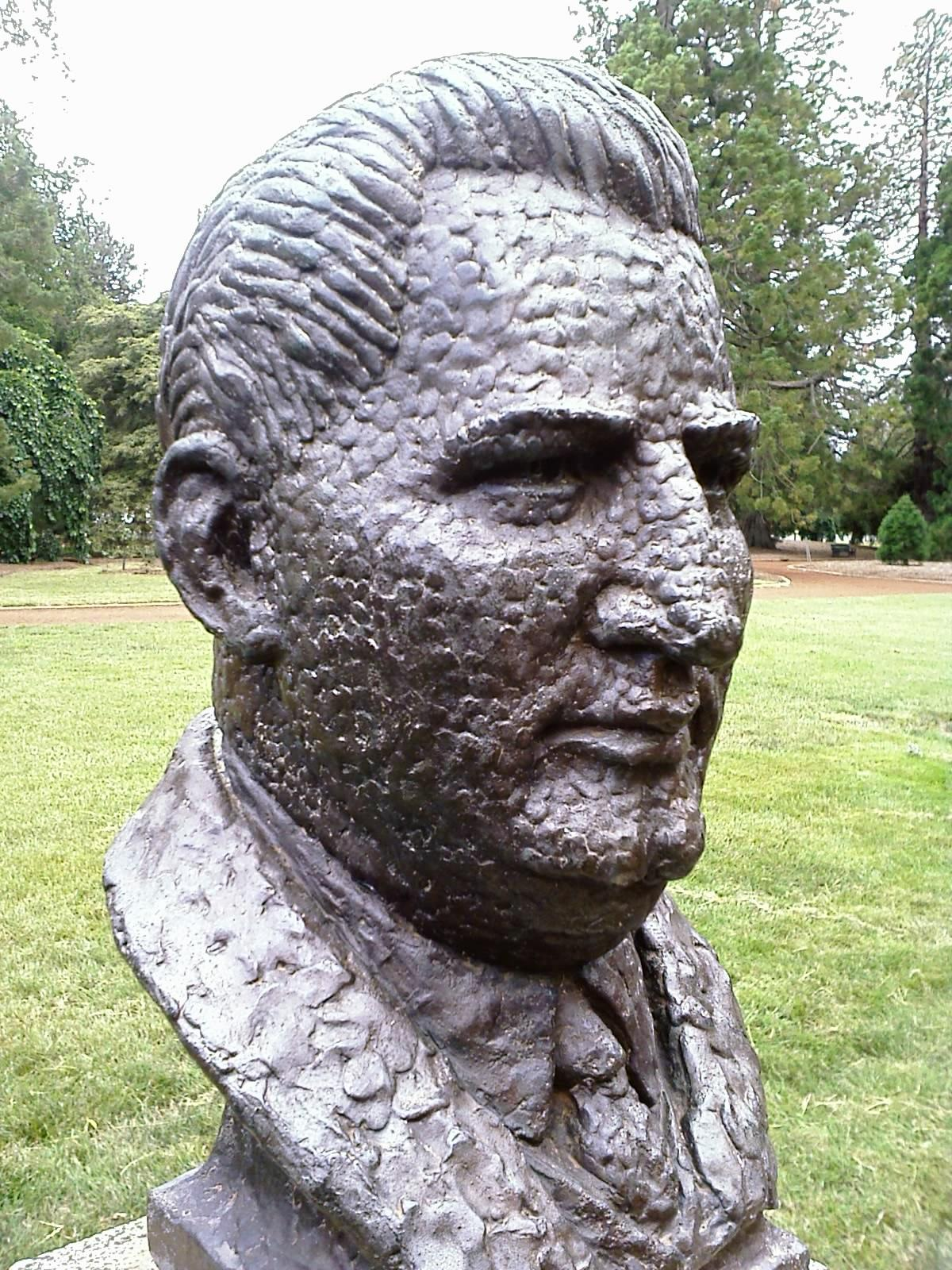
Buste de Arthur Fadden à Ballarat.

En août 1941, Robert Menzies démissionne de son poste de premier Ministre. L'United Australia Party (UAP) est tellement privé de leader à cette époque qu'on propose le poste de Premier Ministre à Fadden bien que le Country Party soit le plus petit des deux partis conservateurs. Mais les deux députés indépendants qui ont soutenu le gouvernement Menzies sont tellement écœurés de voir de quelle façon Menzies a été traité par son parti qu'ils votent contre le projet de budget de Fadden, et en octobre il doit démissionner. Le parti travailliste conduit par John Curtin prend le gouvernement. Fadden ironise qu'il a été comme le déluge: il a régné 40 jours et 40 nuits.
Fadden devient chef de l'opposition et conduit les conservateurs à une cuisante défaite aux élections de 1943. Il laisse alors la direction de l'opposition à Menzies et à son nouveau parti libéral tandis qu'il garde celle du Country Party. Toujours aussi conservateur, il devient aussi très anticommuniste à la fin des années 1940 où il demande avec insistance à Menzies l'interdiction du parti communiste.
Quand Menzies gagne les élections de 1949, Fadden reprend le poste de ministre des finances, un poste qu'il occupe pendant huit ans. Bien que l'inflation soit très élevée au début des années 1950, lui imposant de faire voter plusieurs budgets catastrophiques, il se trouve ministre dans une période d'économie en pleine croissance avec une époque particulièrement bonne pour l'agriculture. Il est un adjoint loyal pour Menzies et est anobli en 1951.
Il se retire de la vie politique en 1958 et vit tranquillement jusqu'à sa mort en 1973 à Brisbane.